# Bugatti Divo
Bugatti Divo – hipersamochód produkowany pod francuską marką Bugatti w latach 2019–2021.

## Historia i opis modelu

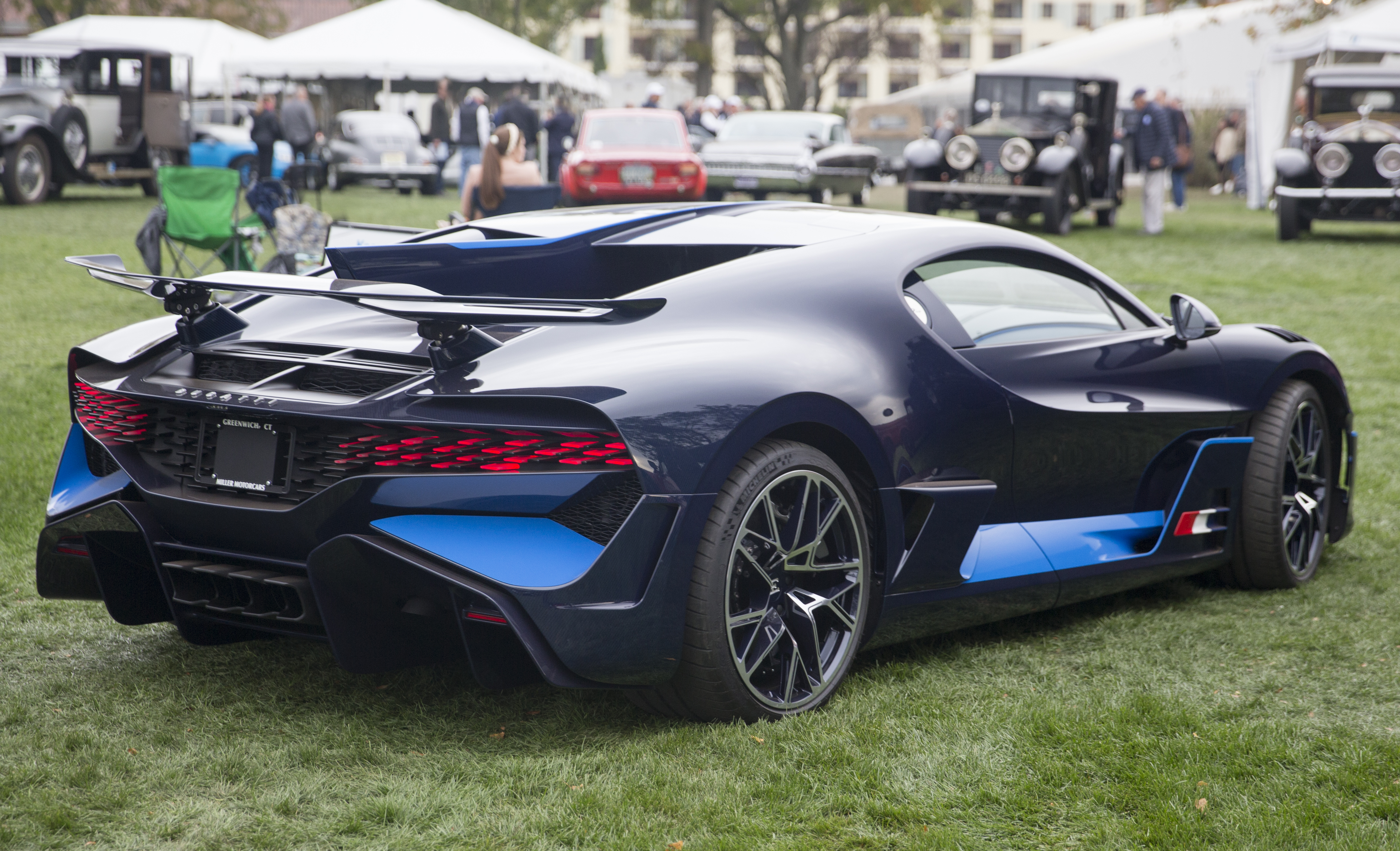
Bugatti Divo - tył

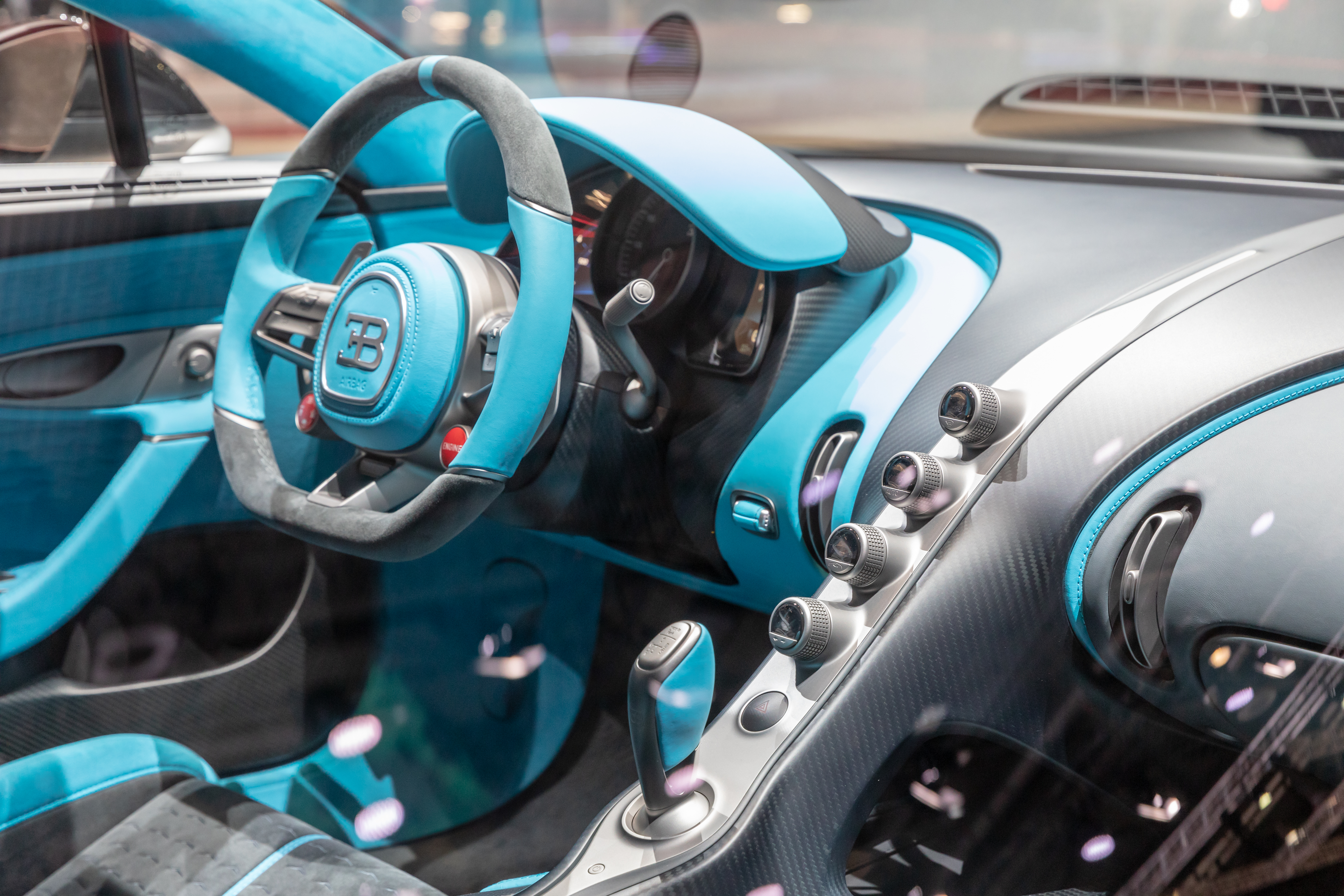
Bugatti Divo - kokpit

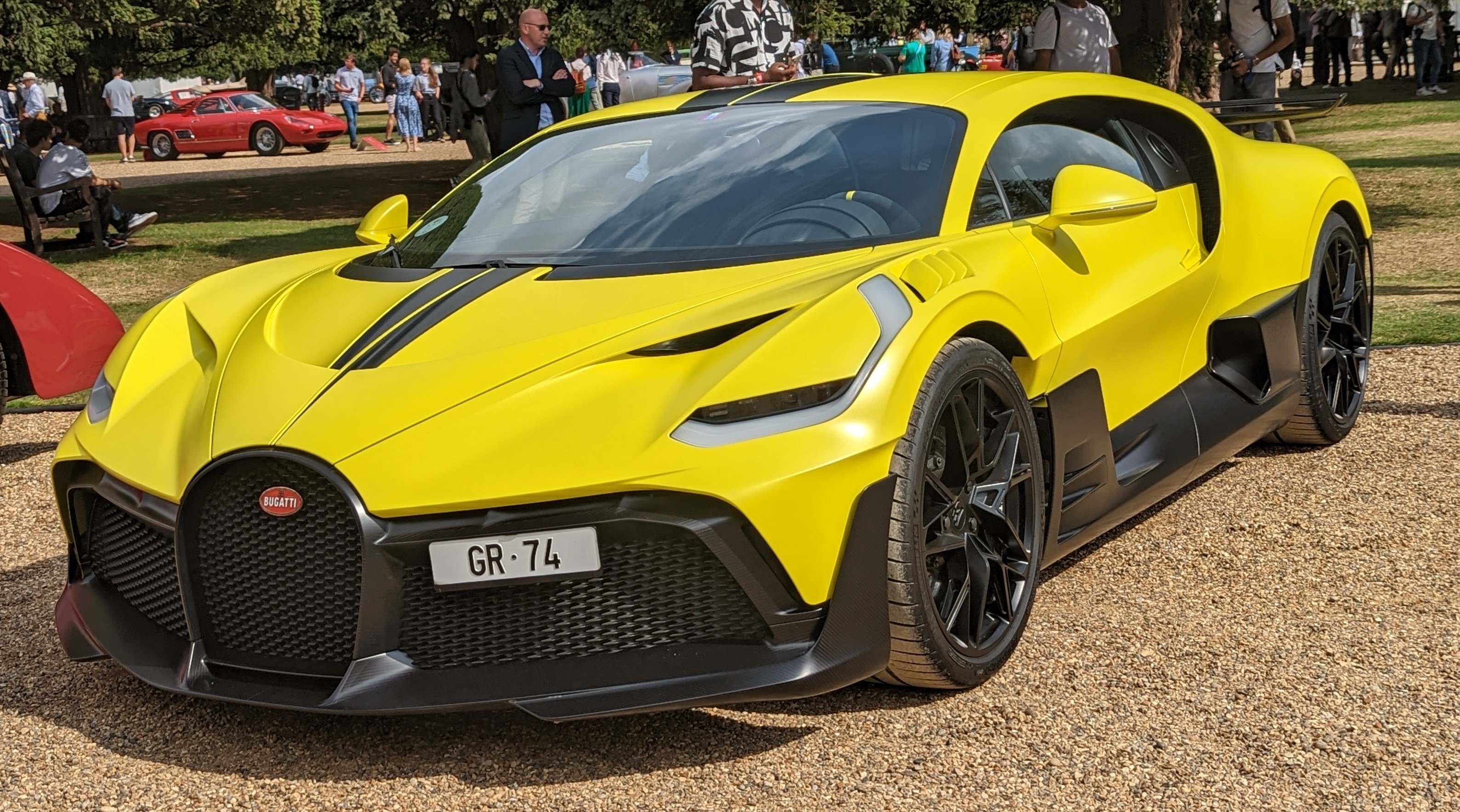
Bugatti Divo ze Szwajcarii

Bugatti Divo zaprezentowane zostało po raz pierwszy pod koniec sierpnia 2018 roku podczas wydarzenia Monterey Car Week. W wyniku nowej polityki modelowej obranej przez wówczas nowego prezesa firmy, współczesne Bugatti po raz pierwszy poszerzyło swoją ofertę o więcej niż jeden samochód, opierając go przedstawionym dwa lata wcześniej głównym modelu - Chironie. Nazwa Divo nawiązuje do Alberto Divo, słynnego francuskiego kierowcy wyścigowego, który dwukrotnie zwyciężył w wyścigu Targa Fiori.
Pomimo bliskiego pokrewieństwa z Chironem, Bugatti Divo uzyskało całkowicie unikalny projekt stylistyczny, którego celem było zachowanie równowagi pomiędzy oryginalnością, a cechami stylistycznymi typowymi dla francuskiej firmy. Pas przedni zdominowały rozległe wloty powietrza, reflektory w kształcie litery C, a także wąskie lampy tylne o trójwymiarowej strukturze diod LED.
Tylny spoiler jest szerszy o 23% od tego w stosowanego w Chironie, również działając jako element wspierający układ hamulcowy. Dyfuzor jest w stanie wytworzyć przeciążenie na poziomie 1,6 g, a zaawansowana aerodynamika Bugatti Divo łącznie generuje 90 kilogramów dodatkowego docisku przy niższej masie o 35 kilogramów. Samochód został zaprojektowany pod kątem optymalnej, dynamicznej jazdy w warunkach torowych, a w obniżeniu jego masy pomogło m.in. uproszczenie systemu audio, a także usunięcie schowków wewnętrznych.
Z Bugatti Chiron model Divo dzieli także 8-litrową jednostkę napędową tylu W16. Generuje ona 1500 KM przy 6700 obr./min oraz 1600 Nm w zakresie 2000-6000 obr./min. Samochód wyposażony jest w cztery turbosprężarki, rozpędzając się maksymalnie do 380 km/h.

### Sprzedaż
Bugatti Divo powstało jako samochód o ściśle limitowanym wolumenie produkcyjnym. Podczas premiery francuska firma ujawniła, że zaplanowała łącznie wyprodukowanie 40 sztuk hipersamochodu, z czego wszystkie zostały wyprzedane, z kolei cena za każdy z egzemplarzy wyniosła 5 milionów euro. Wobec każdego z egzemplarzy Divo Bugatti przewidziało obszerny program personalizacji obejmujący nie tylko zróżnicowane kombinacje lakierów nadwozia i zdobiących go dodatków, ale i różne kolory wykończenia kabiny pasażerskiej. Ostatni z 40 egzemplarzy Bugatti Divo został wyprodukowany i dostarczony do klienta w lipcu 2021 roku, niespełna 2 lata po rozpoczęciu produkcji w Molsheim.

### Silnik
- W16 8.0l 1479 KM